# Bartosz (struga)
Bartosz – struga, prawy dopływ Prosny o długości 23,68 km i powierzchni zlewni 95,99 km².  
Źródło znajduje się na obszarze wsi Imielno w powiecie słupeckim i początkowo płynie w kierunku południowo-zachodnim. Na wysokości miejscowości Kolonia Lisewo zmienia kierunek na północno-zachodni. Uchodzi do Prosny we wsi Modlica w powiecie wrzesińskim.